# 南河底南阁
南河底南阁，位于中国河北省邯郸市石洞乡南河底村，为邯郸市武安市的一个省级文物保护单位，类型为古建筑，公布时间为2001年2月7日。
南河底南阁的历史年代为清代。